# Netzfrequenz als Grundlage für forensische Analysen
Die Netzfrequenz als Grundlage für forensische Analysen (englisch Electrical network frequency analysis, kurz ENF analysis) bezeichnet ein Verfahren der Forensik mit dem Tonaufnahmen überprüft werden können. Dabei werden Änderungen der Netzfrequenz aus einer Audioaufzeichnung, welche sich als Netzbrumm akustisch bemerkbar macht,  mit langfristigen, hochpräzisen historischen Aufzeichnungen von Netzfrequenzänderungen aus einer Datenbank verglichen. Dieses Netzbrummen wird so behandelt, als wäre es ein zeitabhängiges digitales Wasserzeichen, mit dessen Hilfe der Zeitpunkt der Aufzeichnung identifiziert, Änderungen an der Aufzeichnung erkannt oder die Manipulation einer Aufzeichnung widerlegt werden kann. Historische Aufzeichnungen über Netzfrequenzänderungen werden z. B. vom Landeskriminalamt Bayern seit 2010 und von der britischen Metropolitan Police seit 2005 aufbewahrt.
Die Technologie wurde als „die bedeutendste Entwicklung in der Audioforensik seit Watergate“ gepriesen. Einem Papier von Huijbregtse und Geradts zufolge ist die ENF-Technik zwar leistungsfähig, hat aber erhebliche Einschränkungen, die durch Mehrdeutigkeit aufgrund fester Frequenzversätze während der Aufzeichnung und Selbstähnlichkeit innerhalb der Netzfrequenzdatenbank verursacht werden, insbesondere bei Aufzeichnungen, die kürzer als 10 Minuten sind.
Zuletzt haben Forscher nachgewiesen, dass Innenraumleuchten wie Leuchtstoffröhren und Glühbirnen ihre Lichtintensität in Abhängigkeit von der zugeführten Spannung variieren, die wiederum von der Frequenz der Spannungsversorgung abhängt. So kann die Lichtintensität die Informationen über die Frequenzschwankungen an die visuellen Sensoraufzeichnungen weitergeben, ähnlich wie die elektromagnetischen Wellen der Stromleitungen die ENF-Informationen an die Audio-Sensorik weitergeben. Auf der Grundlage dieses Ergebnisses haben die Forscher gezeigt, dass visuelle Spuren von Videos, die in beleuchteten Innenräumen aufgenommen wurden, ebenfalls ENF-Spuren enthalten, die durch Schätzung der Frequenz, bei der ENF in einem Video auftauchen, extrahiert werden können, da die niedrige Abtastfrequenz von Videos (25–30 Hz) erhebliche Aliasing-Effekte verursacht. In der gleichen Untersuchung wurde auch gezeigt, dass die ENF-Signaturen des visuellen Stroms und die ENF-Signatur des Audiostroms in einem bestimmten Video übereinstimmen sollten. Anhand der Übereinstimmung zwischen den beiden Signalen kann daher festgestellt werden, ob die Audio- und die visuelle Spur zusammen aufgenommen oder später überlagert wurden.

## Verwendung durch Strafverfolgungsbehörden
Die forensische Überprüfung von Tonaufnahmen mithilfe des Netzbrummens ist im Vereinigten Königreich ein voll automatisierter Prozess. Das Landeskriminalamt Bayern setzt dieses Verfahren ebenfalls ein.